# 謙信公祭
謙信公祭（けんしんこうさい）は、1926年（大正15年）9月13日、当時の高田市、直江津町、春日村（いずれも現在の新潟県上越市）の各青年団の主催により始められた、戦国時代の名将上杉謙信公の遺徳を偲んで開催されている祭である。かつては地元の住民が中心となって参加する「地域の祭」であったが、2007年（平成19年）のNHK大河ドラマ「風林火山」放送に伴い、ドラマの上杉謙信公役であったGACKTが祭の謙信公役として参加して以来、戦国ファンを中心に全国から注目される祭と様変わりし、上越市を全国に発信する大イベントとして大きく成長した。近年は、毎年8月の中旬から下旬に、上越市春日地区全域で開催されている。

## 概要
出陣の儀式を再現する「武てい式」、鎧兜に身を包んだ武者たちが春日山周辺を練り歩く「出陣行列」、「川中島合戦の再現」が行われる。空砲であるが、大きな音と煙の出る火縄銃を撃つ鉄砲隊、騎馬武者が走る「川中島合戦の再現」は、勇壮なものである。

### 開催年

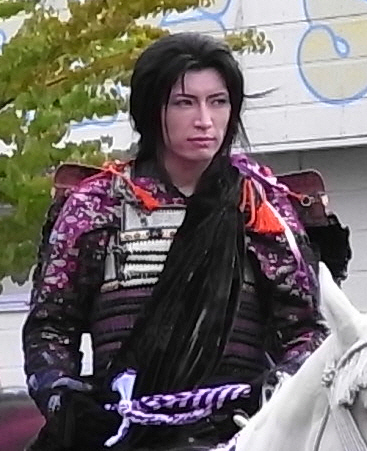
（GACKT）

| 開催年             | 開催回数 | 謙信公役                                    |
| ------------------ | -------- | ------------------------------------------- |
| 平成30年（2018年） | 第93回   | 石田明義（一般公募、新潟県上越市在住）      |
| 平成29年（2017年） | 第92回   | 上越観光コンベンション協会田中弘邦会長      |
| 平成28年（2016年） | 第91回   | 村山秀幸上越市長                            |
| 平成27年（2015年） | 第90回   | GACKT                                       |
| 平成26年（2014年） | 第89回   | GACKT                                       |
| 平成25年（2013年） | 第88回   | GACKT                                       |
| 平成24年（2012年） | 第87回   | 上杉家17代当主上杉邦憲                      |
| 平成23年（2011年） | 第86回   | GACKT                                       |
| 平成22年（2010年） | 第85回   | GACKT                                       |
| 平成21年（2009年） | 第84回   | 上越市長（※ゲストに俳優・北村一輝を招へい） |
| 平成20年（2008年） | 第83回   | GACKT                                       |
| 平成19年（2007年） | 第82回   | GACKT                                       |